# (38598) 1999 XQ208
1999 XQ208 (asteroide 38598) é um asteroide troiano de Júpiter. Possui uma excentricidade de 0.05058990 e uma inclinação de 11.61885º.
Este asteroide foi descoberto no dia 13 de dezembro de 1999 por LINEAR em Socorro.